# سلسلة وجود عظمى

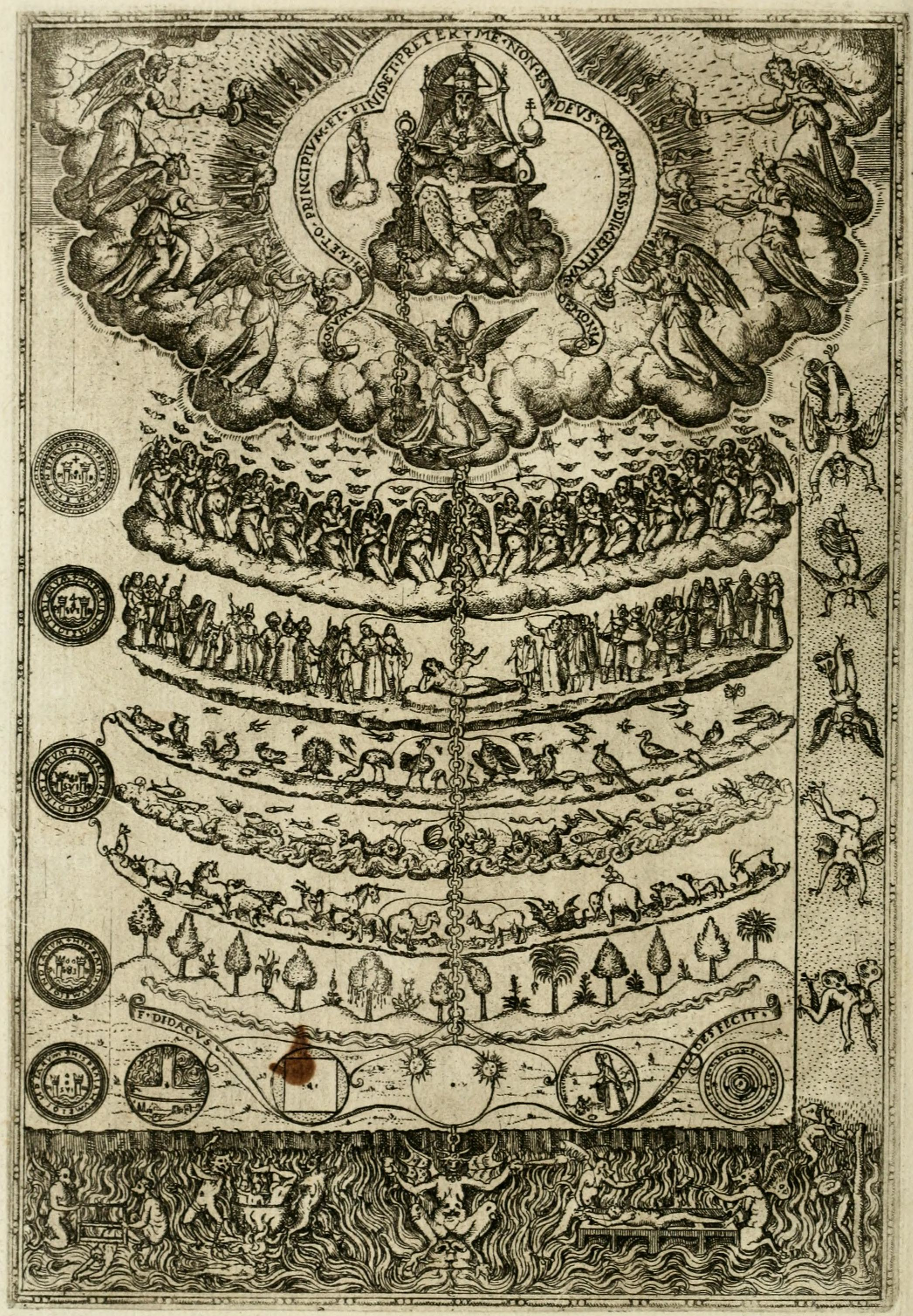
رسم لسلسلة الكينونة الكبيرة من عام 1579 من كتاب ريتوريكا كريستانا (الجدليات المسيحية) لديداغوس فالغيس.

سلسلة الكينونة العظمى أو سلسلة الوجود الكُبرى، هي هيكلية دينية هرمية صارمة لكل الكائنات الحية والجامدة والتي يعتقد ان الله فرضها. تبدء السلسلة بالله (المحرك الأول) وتنتهي للجوامد وتمر بالتتالي على الملائكة، الشياطين (ملائكة عصاة)، النجوم، القمر، الملوك، الأمراء، النبلاء، العوام، الحيوانات المتوحشة، الأنعام، الاشجار، النباتات، الاحجار الكريمة، المعادن الأخرى.
سلسلة كبيرة من الوجود ((باللاتينية: scala naturae)‏حرفيا «سلم/درج الطبيعة») هو مفهوم مشتق من أعمال أفلاطون وأرسطو وأفلوطين وبرقلس. ثم تطورت خلال العصور الوسطى، وصلت إلى تعبيرها الكامل في بدايات عصر الأفلاطونية الحديثة.

## التشعبات
تتألف سلسلة الكينونة العظمى من عدد كبير من الروابط الهرمية التي تبدأ من أبسط العناصر الأساسية وحتى الكمال الأعلى أوبعبارة أخرى، الله.
يجلس الإله في الجزء العلوي من السلسلة، وتحته يقبع الملائكة وهما على شكل الارواح بالكامل. ومن ثم يبدأ الوجود المادي والجسدي غير المعصوم والمتغير باستمرار والفاني مع أن النفس، التي هي نواة الوجود المادي، هي أبدية لا متغيرة. معنى الاستمراية هو أمر حاسم لفهم هذا المفهوم من الواقع. عموما من المستحيل تغيير مكانة أي كائن في التسلسل الهرمي باستثناء واحد وهو في عالم الخيمياء، حيث يحاول الخيميائيون أن يحول العناصر السفلة، مثل الرصاص، إلى عناصر عليا، مثل الفضة أو الذهب في النظام الطبيعي، تعتبرالارض (أي الصخور) في الجزء السفلي الأدنى من السلسلة. لا يمتلك هذا العنصر إلا صفة الوجود. كل رابط يتصاعد وهو يحتوي على الصفات الإيجابية من الرابط الادنى منه ويضيف صفة أخرى جديدة على الأقل. مثلا، لا تمتلك الصخور سوى الوجود؛ الرابط التالي هو النباتات التي تضيف الحياة إلى الوجود. ثم تأتي الحيوانات لتضيف الحركة والشهية.
الإنسان هو جسد بشري فان، مثل العناصر الادنى منه، وروح، مثل الصفات الاعلى منه. يسبب هذا الانقسام بصراع أخلاقي بين الجسد والروح. طريق الروح هي للاعلى وهي سامية وهي الاتجاه ناحية الله. اما طريق رغبات الجسد فهي خطوات تبتعد عن الله. فسقوط لوسيفر في المسيحية هي دلالة عمل رهيب اذ انه من عالم الارواح لكن بتتحديه الله (الذي هو في نهاية المطاف الكمال) هوى إلى مستوى أدنى.

## التقسيمات
تنقسم كل طبقة في السلسلة إلى الاجزاء المكونة لها. على سبيل المثال، يمثل الملك في المجتمع العلماني للعصور الوسطى قمة السلسلة، ثم يليه لوردات الأرستقراطية، ثم يأتي الفلاحين في الاسفل.فترسيخ الملك على القمة يعتمد على قوانين مذهب الحق الإلهي للملوك. وكذلك في الأسرة، فالأب هو رأس الأسرة يليه زوجته وفي الأدنى أطفالهم.
وعلى نفس الاسلوب، قسم ميلتون في كتابهالفردوس المفقود الملائكة إلى ثلاث مستويات هي: ملاك عريق (archangels)، سيرافيم والشيروبيم. واعمدت الثقافة المسيحية نفس التراتبية.
وتبدوا هذه التقسيمات واضحة بين الحيوانات. ففي الجزء العلوي من الحيوانات نجد الحيوانات البرية (مثل الأسود) التي تعتبر متفوقة لأنها قاومت التدريب والتأنيس. وفي الادنى، نجد الانعام، أي الحيوانات المزرعية، والتي تواجه المزيد من التقسيمات اذ ان الحيوانات المفيدة، مثل الكلاب والخيول، أعلى من الحيوانات المنقادة، مثل الأغنام. ولللطيور تقسيماتها أيضا من النسور في الاعلي والحمام في الاسفل. وكذلك الأسماك تأتي اسفل الطيور. وتحتها تأتي الحشرات المقسمة إلى حشرات مفيدة في الاعلى مثل العناكب والنحل ثم يليها الحشرات الجذابة مثل الخنافس واليعسوب في الجزء العلوي، والحشرات الكريهة في الاسفل مثل الذباب والخنافس.
تحت الحيوانات يأتي مستوى النباتات، وهي كذلك مقسمة اذ ان الأشجار هي في الجزء العلوي، مع بقية الاشجار المفيدة مثل لبلوط في ولأعلى والاشجار الشيطانية مثل شجرة الطقسوس في الجزء السفلي. ا
نجد المعادن في اسفل السلسلة. في القسم الأعلى في هذا المستوى نجد المعادن الثمينة في الاعلى، تليها الصخور (الجرانيت والرخام في الأعلى)، والتربة (مقسمة بين المغذيات في التربة الغنية ذات الجودة المنخفضة أنواع)ثم الرمل والحصى، والغبار والأوساخ في الجزء السفلي جدا من السلسلة الكبيرة.

## السلسلة

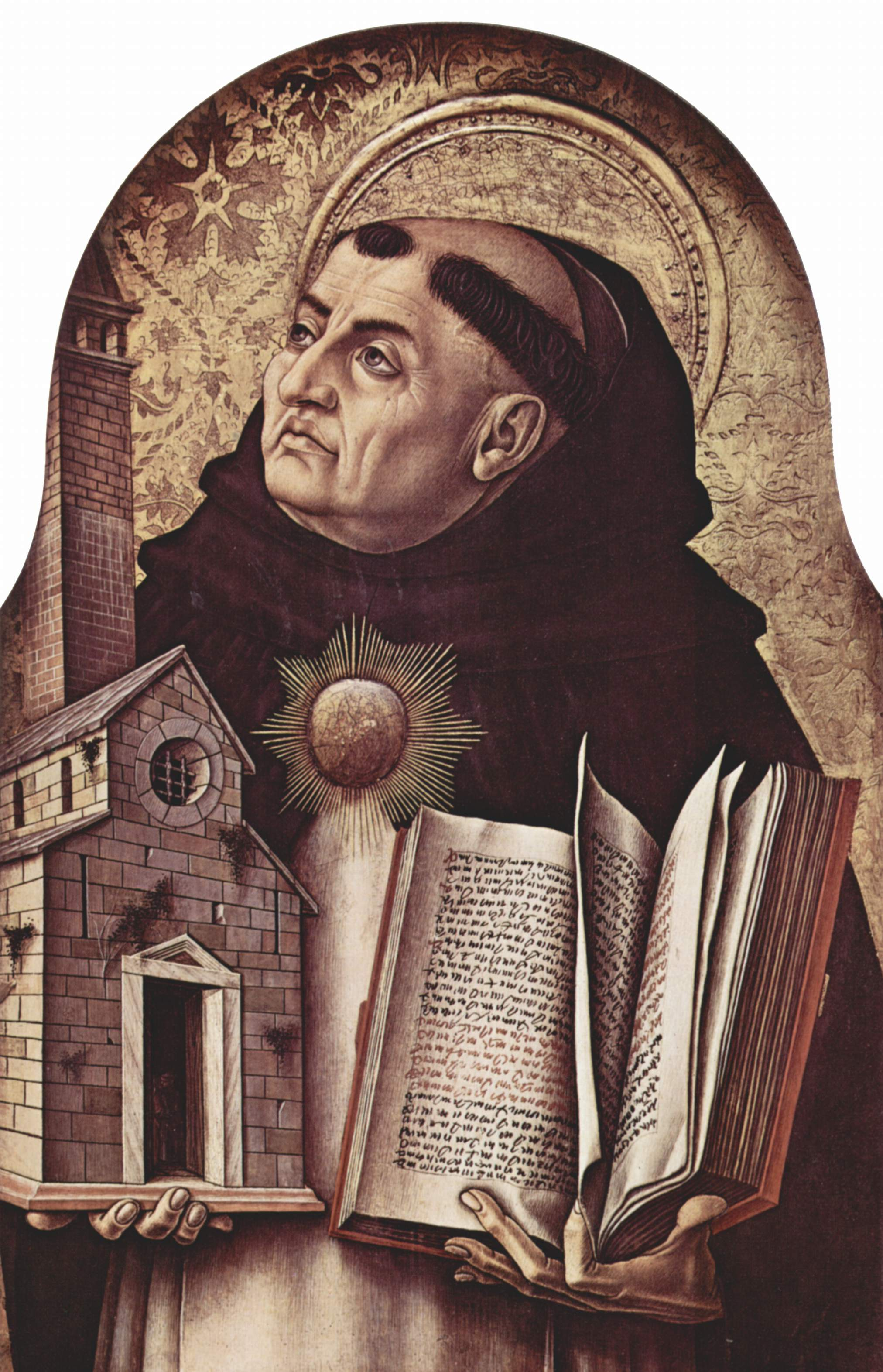
قدم القديس توماس الاكويني تصنيفا بتراتبية البشر.

### الله
أعلى السلسلة من خارج الخلق. يعتقد ان الله موجود خارج القيود المادية للزمان والمكان. يمتلك سمات روحية من التعليل والحب والخيال مثل كل الكائنات الروحية، لكنه الوحيد الذي يمتلك صفات الإلهية من سلطة مطلقة والمعرفة الكاملة والوجود المطلق. ويمثل الله النموذج الكامل من أقوى سلطة فاضلة وتمييز كامل عن بقية الكائنات.

### كائنات ملائكية
الملائكة هم كائنات روحية خاصة لا يتشكلون بهيئات مادية أو جسدية خاصة بهم. ولكي يؤثروا على العالم المادي، يعتقد أنهم كانوا يستعملون جزيئات الهواء لبناء جسدا مؤقتا لأنفسهم. اعتقد لاهوتيو العصور الوسطى وعصر النهضة بان للملائكة القدرة على التفكير والتعليل والحب والخيال والقدرة على التعامل خارج القوانين المادية للوقت، تماما مثل الله. كما أنها تمتلك الوعي الحسي غير المنضم للأحاسيس المادية، وأنها تمتلك اللغة. من ناحية أخرى، فإنها تفتقر إلى الصفات الإلهية مثل السلطة المطلقة، المعرفة الكاملة، والوجود الكلي، وفي نفس الوقت تفتقر للمشاعر المادية التي يمتلكها البشر والحيوانات. قسّم الفلاسفة الملائكة إلى فئات. منهم من قسمها إلى ثلاث فئات، ومنهم إلى سبعة وحتى تسعة أو عشرة فئات وسميت بـ«الثلاثيات» أو ب-«التراتبية» أو بـ«الجوقات». كان لكل رتبة سلطات ومسؤوليات أكبر من الرتبات الأدنى منها. وأكثر التصانيف شيوعا هو تصنيف القديس توما الاكويني الذي قسمهم إلى:
- سيرافيم: هو الملاك الرئيسي راعلى درجات الملائكة.
- كاروبيم
- اوفانيم (العروش)
- المهيمنة (Dominations)
- الفضائلية (Virtues)
- السلطة (Power)
- الربوي (Principalities)
- الملاك الرئيس (Archangel)
- الملائكة (Angels)

### الإنسانية
بالنسبة لمفكري القرون الوسطى وعصر النهضة احتل البشر مكانة فريدة على سلسلة الوجود، اذ تداخلت هيئتها بين العالم الروحي وعالم الخلق المادي. كان يعتقد ان للبشرقوى الاهية مثل التعليل والحب والخيال.وهم مثل الملائكة كائنات روحية، ولكن على عكس الملائكة الأرواح البشرية «معقودة» إلى الجسد المادي. على هذا النحو، فإنها تخضع للمشاعر والأحاسيس الجسدية مثل الألم والجوع والعطش والرغبة الجنسية، تماما مثل الحيوانات الأخرى الادنى في سلسلة من الوجود. كما أنها تمتلك صلاحيات الاستنساخ على عكس المعادن والصخور الأدنى في السلسلة. للبشر موقفا صعبا للغاية لأن عليه ان يوازن بين الإلهية وبين الحيوانية في أجزاءه من الطبيعة. على سبيل المثال، الخطيئة الوحيدة التي يمكن للملاك ان يرتكبها هي الخطيئة الفكرية مثل الفخر (مثلما يتضح من سقوط إبليس من السماء كما في المسيحية ). اما البشر، فقادرة على ارتكاب الذنوب الفكرية والخطايا الجسدية مثل الشهوة والشراهة وذلك عندما يسمحوا للشهوة الحيوانية في نقض التعليل الإلهي بداخلهم. كما يمتلك البشر الصفات الحسية مثل البصر واللمس والذوق والسمع والشم. على عكس الملائكة، ومع ذلك، فإن للمحسوسات محدودية تحددها الاعضاء المادية للجسد اذ لا يمكن أن يدركوا الا الأشياء التي تدركها الحواس الخمس. وأرفع مراتب الإنسان هو الملك.

### الحيوانات
- الحيوانات اللبونة الرئيسية مثل الاسود والفيلة.
- الحيوانات البرية
- الحيوانات الداجنة المفيدة مثل الحصان والكلب.
- الحيوانات الاليفة مثل القطط
- الطيور الرئيسية مثل النسور
- طيور الصيد مثل الصقور
- طيور الجيفة مثل الغراب
- طيور اكلة الدود مثل السنونو
- طيور اكلة الحبوب مثل الدوري
- السمكيات الرئيسية مثل الحيتان
- اللاسماك اللبونة مثل الدلفين
- اسماك القرش
- بقية الاسماك

### النباتات
- الاشجار الرئيسية مثل البلوط
- الشجيرات
- الدغل
- المحاصيل مثل الذرة والقمح
- الاعشاب
- السراسخ
- الحشائش
- النباتات الحزازية
- الفطريات

### المعادن
- المجوهرات الكريمة مثل الالماس والياقوت والزمرد والياقوت الأزرق
- المعادن الرئيسة: مثل الذهب والفضة
- الاحجار الرئيسية مثل الرخام والحجر الرملي والحجر الجيري

## للاستزادة
- تاريخ علم الأحياء
- تاريخ طبيعي